# Ủy ban Đoàn kết Công giáo Việt Nam
Ủy ban Đoàn kết Công giáo Việt Nam là một tổ chức xã hội tại Việt Nam, là một tổ chức thành viên của Mặt trận Tổ quốc Việt Nam. Tuy thành viên của Ủy ban là một số giáo dân và một số chức sắc Công giáo, nhưng Ủy ban này không trực thuộc Giáo hội Công giáo tại Việt Nam.
Cơ quan thông tin của Ủy ban là các tờ báo: "Công giáo và dân tộc" (Tổng biên tập là Phan Khắc Từ) và "Người Công giáo Việt Nam" (chưa có Tổng Biên tập).

## Lịch sử hình thành
Tiền thân của tổ chức này là Việt Nam Công giáo Cứu quốc Hội, một tổ chức tập hợp tín đồ Công giáo chống thực dân và đế quốc, là thành viên của Mặt trận Việt Minh. Nghị quyết của Hội nghị Trung ương Đảng Cộng sản Đông Dương ngày 14 tháng 8 và 15 tháng 8 năm 1945, trong mục nói về vận động tôn giáo thể thao ghi rõ: Mở rộng Việt Nam Công giáo Cứu quốc Hội. Cố cảm hóa quần chúng các hội Phật Thầy và Cao Đài. Khi Cách mạng tháng 8 nổ ra, nhiều tín đồ Công giáo Cứu quốc tham gia giành chính quyền cũng tham gia vào thành phần của chính quyền mới.
Tuy nhiên, sự hợp tác nhanh chóng thay đổi, đặc biệt từ sau sắc chỉ của Giáo hoàng Piô XII năm 1949, cấm người tín đồ Công giáo cộng tác với người theo chủ nghĩa cộng sản, phạt vạ tuyệt thông bất cứ người Công giáo nào gia nhập đảng cộng sản. Các thành viên Công giáo Cứu quốc bị phân hóa thành 2 nhóm. Một nhóm chịu ảnh hưởng của Giám mục Tađêô Lê Hữu Từ hoạt động tách rời khỏi sự kiểm soát của chính quyền Việt Minh, có xu hướng vũ trang cho giáo dân, tổ chức thành những đội vũ trang Tự vệ Công giáo, biến các giáo khu thành những chính quyền tự trị, ngoài sự kiểm soát của chính quyền Việt Minh; thậm chí để đổi lấy quyền tự trị, chấp nhận thỏa hiệp với người Pháp để chống chính quyền Việt Minh, thậm chí nhận cả súng đạn của người Pháp để trang bị cho lực lượng Tự vệ Công giáo, cùng quân Pháp thực hiện các cuộc càn quét tiêu diệt quân Việt Minh.
Nhóm còn lại, vẫn đi theo Việt Minh, tham gia phong trào đấu tranh giành độc lập dân tộc. Vì vậy nhóm này không đứng trên danh nghĩa của Hội Công giáo Cứu quốc nữa mà hình thành một tổ chức riêng với tên gọi Ủy ban Liên lạc những người Công giáo Việt Nam yêu Tổ quốc, Yêu hòa bình, gọi tắt là Ủy ban Liên lạc Công giáo toàn quốc. Nhóm này vận động các giáo dân tham gia phong trào kháng chiến chống Pháp của Việt Minh, phát hành báo Sáng danh Chúa, cho đến khi chính quyền Việt Minh giành được thắng lợi và kiểm soát hoàn toàn miền Bắc. Ở Nam Bộ có Hội Công giáo kháng chiến Nam Bộ, phát hành báo Vì Chúa - vì Tổ quốc.
Từ ngày 8 tháng 3 đến ngày 11 tháng 3 năm 1955, Đại hội đại biểu những người Công giáo yêu nước được tổ chức tại Hà Nội. Trong Đại hội này, linh mục Vũ Xuân Kỷ - người sáng lập Ủy ban - được tôn làm Chủ tịch Ủy ban Liên lạc Công giáo. Hoạt động của Ủy ban được mở rộng hơn trong thời gian Chiến tranh Việt Nam.
Tại miền Nam, tháng 4 năm 1961, một tổ chức tương tự Ủy ban Liên lạc Công giáo toàn quốc được thành lập với tên gọi "Hội Những người Công giáo kính Chúa yêu nước", và sau đó gia nhập Mặt trận Dân tộc Giải phóng miền Nam Việt Nam. Tổ chức này tập hợp các giáo dân và chức sắc Công giáo ủng hộ Mặt trận Dân tộc Giải phóng miền Nam Việt Nam, chống lại chính quyền Việt Nam Cộng hòa.
Sau khi Việt Nam thống nhất, từ ngày 8 tháng 11 đến ngày 10 tháng 11 năm 1983, một đại hội đại biểu thống nhất của Ủy ban Liên lạc Công giáo toàn quốc tại miền Bắc và Hội Những người Công giáo kính Chúa yêu nước tại miền Nam được tổ chức tại Hà Nội, thành lập Ủy ban Đoàn kết Công giáo Yêu nước Việt Nam. Việc thành lập Uỷ ban này được xác nhận là theo tư tưởng đoàn kết dân tộc, tôn giáo của Chủ tịch Hồ Chí Minh và chủ trương từ Đảng Cộng sản Việt Nam và phù hợp với yêu cầu và nguyện vọng từ người Công giáo Việt Nam, theo lời giáo sư Lê Bá Trình, Uỷ viên Đoàn chủ tịch Uỷ ban Trung ương Mặt trận Tổ quốc Việt Nam.
Bảy năm sau, một đại hội đại biểu được tổ chức từ ngày 10 tháng 10 đến ngày 12 tháng 10 năm 1990, đã đổi tên Ủy ban thành Ủy ban Đoàn kết Công giáo Việt Nam.

## Các kì đại hội
Tổ chức tiền thân: Tổ chức vào khoảng thời gian từ ngày 8 đến 11 tháng 3 năm 1955 tại Nhà hát Lớn Hà Nội. Hội nghị quy tụ 191 đại biểu trong đó có 46 linh mục, 8 tu sĩ (5 nữ, 3 nam), 137 Chánh, Phó trưởng, Trùm trưởng và giáo dân tiêu biểu. Ngoài số đại biểu chính thức nêu trên, còn có 100 giáo dân ở Hà Nội, 50 giáo dân ở Phát Diệm tham dự với tư cách là đại biểu dự thính. Dự Hội nghị có Tôn Đức Thắng, Chủ tịch Ủy ban Liên – Việt toàn quốc; Phan Kế Toại, Bộ trưởng bộ Nội vụ thay mặt Chính phủ. Thành lập Ủy ban Liên lạc những người Công giáo yêu Tổ quốc, yêu hòa bình gồm 27 thành viên thông qua biểu quyết trong số 44 vị ứng cử. Linh mục Vũ Xuân Kỷ được bầu làm Chủ tịch Ủy ban. Hội nghị cũng thông qua quyết định thành lập tờ báo Chính Nghĩa, cơ quan ngôn luận của Ủy ban Liên lạc những người Công giáo yêu Tổ quốc, yêu hòa bình.
- Đại hội I (năm 1983): Tổ chức từ ngày 8 đến ngày 10 tháng 11 năm 1983, với sự tham gia của 299 đại biểu, trong số này có 142 linh mục, 11 tu sĩ và 146 giáo dân. Đại hội đi đến quyết định thành lập Ủy ban đoàn kết Công giáo yêu nước Việt Nam. Chủ tịch là linh mục Nguyễn Thế Vịnh, các phó chủ tịch gồm các linh mục Phạm Quang Phước, Phêrô Võ Thành Trinh, Vương Đình Ái, Huỳnh Công Minh.[6]
- Đại hội II (năm 1990): Tổ chức từ ngày 10 đến ngày 12 tháng 10 năm 1990, với sự tham gia của 301 đại biểu, trong số này có 133 linh mục. Đại hội đề cử ra uỷ ban 81 đại biểu. Chủ tịch Uỷ ban là linh mục Võ Thành Trinh, các phó chủ tịch gồm các linh mục: Vương Đình Ái, Lương Đình Nghi, Nguyễn Tấn Khóa, Nguyễn Thái Bá, Phêrô Phan Khắc Từ và Tổng thư ký là linh mục Nguyễn Thái Bá làm Tổng thư ký.[6] Đại hội đã đổi lại tên là Uỷ ban Đoàn kết Công giáo Việt Nam.
- Đại hội III (năm 1997): tổ chức trong hai ngày 30 và 31 tháng 12 năm 1997 với sự tham gia của 350 đại biểu, trong đó có 139 linh mục. Đại hội đã cử ra 97 vị làm ủy viên Ủy ban. Chủ tịch Uỷ ban là linh mục Vương Đình Ái, phó chủ tịch Uỷ ban gồm các linh mục Phan Khắc Từ, Nguyễn Tấn Khóa và nữ tu Nguyễn Thị Mỹ, ông Đỗ Văn Chiến, Giáo sư Phạm Văn Toản. Tổng thư ký Uỷ ban Đoàn kết do linh mục Phan Khắc Từ, cũng là Phó chủ tịch đảm nhận.[6]
- Đại hội IV (năm 2003): tổ chức trong hai ngày 2 và 3 tháng 1 năm 2003 với 403 đại biểu tham dự, trong đó có 156 linh mục, Đại hội đã bầu Ủy ban gồm 104 vị ủy viên. Linh mục Nguyễn Tấn Khóa được bầu giữ chức vụ Chủ tịch; các linh mục: Phan Khắc Từ, Nguyễn Công Danh, Đậu Xuân Khánh, nữ tu Nguyễn Thị Mỹ, ông Vũ Trọng Đăng làm Phó chủ tịch, linh mục Phan Khắc Từ- Phó chủ tịch kiêm Tổng thư ký.[6]
- Đại hội V (năm 2008): tổ chức trong hai ngày 19 và 20 tháng 11 năm 2008, dự đại hội có 421 đại biểu, trong đó có 147 linh mục. Đại hội đã bầu 128 vị là ủy viên Ủy ban. Chủ tịch Uỷ ban là linh mục Nguyễn Công Danh và phó chủ tịch bao gồm các linh mục Phan Khắc Từ, Trần Minh Cẩm, Nguyễn Đức Hiệp và ông Lâm Văn Cách, linh mục Phan Khắc Từ - Phó chủ tịch kiêm nhiệm thêm chức Tổng thư ký.[6]
- Đại hội VI (năm 2013): được tổ chức tại Hà Nội trong hai ngày 19 và 20 tháng 11 năm 2013, tham dự Đại hội có 451 đại biểu, trong đó số linh mục về dự Đại hội là 120 vị, 20 nữ tu và 3 tu sĩ tập trung phần nhiều là các linh mục thuộc các tỉnh phía Nam. Đại hội đã bầu ra Ủy ban Đoàn kết Công giáo Việt Nam gồm 138 vị, trong đó có 72 linh mục; 5 tu sĩ; 60 chánh trương, chùm trưởng, giáo dân tiêu biểu. Linh mục Nguyễn Công Danh tiếp tục được Đại hội bầu giữ chức Chủ tịch; linh mục Nguyễn Đăng Mạnh được giữ chức phó Chủ tịch kiêm Tổng Thư ký.[6]
- Đại hội lần VII (năm 2018): được tổ chức tại Hà Nội trong hai ngày 13 tháng 10 năm 2018. Đaị hội có sự tham gia của 400 linh mục, tu sĩ và giáo dân,[7] chọn ra 147 Ủy viên Uỷ ban, cử 28 vị trong Đoàn Chủ tịch và 8 vị trong Ban Thường trực. Chủ tịch Uỷ ban là linh mục Trần Xuân Mạnh.[8]

## Nhiệm vụ
Ủy ban Đoàn kết Công giáo Việt Nam tuyên bố họ là đại diện cho phong trào yêu nước của người Công giáo Việt Nam, tổ chức này được thành lập với mục đích kế tục các tổ chức Công giáo yêu nước trong thời kỳ chống thực dân Pháp và đoàn kết người Công giáo và người dân xây dựng bảo vệ Tổ quốc, bảo vệ hoà bình theo đường hướng Thư chung 1980 của Hội đồng Giám mục Việt Nam là Sống Phúc âm giữa lòng dân tộc để phục vụ hạnh phúc của đồng bào, cùng nhiều thư chung công bố sau đó.
Ủy ban Đoàn kết Công giáo Việt Nam thuộc các uỷ ban cấp địa phương như tỉnh, thành phố phối hợp với Mặt trận Tổ quốc các cấp khác nhau phổ biến thực hiện 10 nội dung gồm 7 tốt đời và 3 đẹp đạo đến các ban Đoàn kết Công giáo, các giáo xứ, họ đạo, khu dân cư Công giáo.
Ủy ban Đoàn kết Công giáo đăng tải trên Website của tổ chức về nhiệm vụ của tổ chức này như sau:
| “ | Ủy ban Đoàn kết Công giáo Việt Nam là một tổ chức xã hội, là thành viên của Mặt trận Tổ quốc Việt Nam, hoạt động theo Hiến pháp, Pháp luật của nước Cộng hòa Xã hội Chủ nghĩa Việt Nam và đường hướng mục vụ của Hội đồng Giám mục Việt Nam: “Sống phúc âm giữa lòng dân tộc để phục vụ hạnh phúc đồng bào”. Ủy ban Đoàn kết Công giáo Việt Nam có mục đích đoàn kết toàn dân tộc, thực hiện các nhiệm vụ sau đây: 1. Động viên đồng bào Công giáo Việt Nam trong và ngoài nước tích cực xây dựng và bảo vệ Tổ quốc vì mục tiêu: dân giàu, nước mạnh, dân chủ, công bằng, văn minh; 2. Góp phần thực hiện đường hướng Giáo hội gắn bó với dân tộc, tăng cường xây dựng và củng cố khối đại đoàn kết toàn dân lấy mục tiêu xây dựng đất nước, truyền thống đạo đức và văn hóa của dân tộc; đấu tranh với các âm mưu chia rẽ dân tộc và Giáo hội, giữ gìn sự trong sáng của đạo Thánh Chúa; 3. Tập hợp, phản ánh tâm tư nguyện vọng chính đáng hợp pháp của đồng bào Công giáo, tổ chức Giáo hội với Nhà nước và Mặt trận Tổ quốc Việt Nam để bảo vệ quyền lợi ích hợp pháp chính đáng của đồng bào Công giáo và tổ chức Giáo hội; 4. Cùng với đồng bào trong nước và nhân dân các nước trên thế giới đấu tranh xây dựng và bảo vệ hòa bình, độc lập dân tộc, chủ quyền quốc gia và dân chủ tiến bộ xã hội. | ” |

## Đóng góp
Uỷ ban Đoàn kết Công giáo Việt Nam tham gia nhiều hoạt động xã hội, nhân đạo khác nhau tại Việt Nam.

## Tranh cãi

### Quan điểm phản đối
Theo quan điểm của một số học giả, Ủy ban Đoàn kết Công giáo Việt Nam được cho là tổ chức theo mô hình Hội Công giáo Yêu nước Trung Quốc, dù Ủy ban được hình thành trước và thiên về tính chất dân tộc xã hội hơn là tôn giáo. Ủy ban Đoàn kết Công giáo không trực thuộc Hội đồng Giám mục Việt Nam.
Ngày 11 tháng 3 năm 1955, Khâm sứ Tòa Thánh là John Dooley đã gửi văn thư số 1024/89 cho các giáo phận ở miền Bắc nói rõ: "Theo nhiều nguồn tin đáng tin cậy, tôi có bổn phận cho các Đấng bậc trong Giáo hội hay rằng, những hoạt động này đều ở bên ngoài hệ thống của Giáo hội, không được phép của Đấng bản quyền ‘Các linh mục có trách nhiệm trong các hoạt động ấy ở trong hoàn cảnh không hợp lệ"  Vài ngày sau khi hội nghị thành lập Uỷ ban Đoàn kết Công giáo bế mạc và chính thức ra mắt Ủy ban Liên lạc Công giáo, Hồng y P. Fumasoni Biondi - Tổng trưởng Bộ Truyền giáo quyết định gửi văn thư đế ngày 7 tháng 5 năm 1955, số văn thư: 1810/55 đến các giám mục Việt Nam, trong thư Hồng y này viết: Thánh bộ Truyền giáo không thể giấu anh em nỗi lo buồn tận đáy lòng khi nghe tin mấy linh mục nhầm vì lòng ngay hay nhầm vì theo những học thuyết mới và sai lạc. Họ đã họp nhau một cách “vượt quyền các Giám mục” làm thành một hội nghị gọi là hội nghị hòa bình. Như thế họ đã tự đặt mình làm những người cổ động và bảo vệ một phong trào đầy nguy hiểm cho sự hợp nhất của giáo hội ở Đông dương. Thánh bộ nhắc nhở: Vậy nếu thiếu tinh thần kỷ luật, hay thiếu sót trong sự vâng lời các giám mục thì mối dây hợp nhất sẽ giãn ra và đứt.
Trước ngày khai mạc hội nghị của ủy ban liên lạc công giáo, trên tờ báo “Sáng danh Chúa” cho đăng bức điện văn ủng hộ hội nghị của giám mục Hoàng Văn Đoàn. Tuy vậy, sau khi có thư của Khâm sứ Toà Thánh Dooley, thì trước Nhà thờ Lớn Hà Nội cho dán tờ thanh minh của Giám mục Hoàng Văn Đoàn với nội dung Giám mục Hoàng Văn Đoàn thừa nhận mình vượt quá thẩm quyền và không có quyền ưng thuận "Hội nghị Công giáo kính Chúa". Tờ Quan sát viên Rôma, cơ quan báo chí bán chính thức của Toà Thánh trình bày quan điểm không tán thành Uỷ ban Đoàn kết Công giáo Việt Nam, trong bài viết có câu: Các hội đoàn này trong thực tế cũng gây ra hoặc khoét sâu chia rẽ trong cơ thể sống của giáo hội. Họ muốn chống các giám mục và rõ ràng giản đơn là họ muốn xen vào tất cả các hoạt động của giáo hội. Họ rao giảng thư hòa bình không phải nền hòa bình của Phúc âm. Thường chỉ các hội đoàn này mới có quyền làm báo “Công giáo” và kiểm duyệt báo...
Các giám mục quản trị các giáo phận thuộc giáo tỉnh Hà Nội có những tuyên bố khác nhau về Uỷ ban: Giám mục Phaolô Bùi Chu Tạo, giám mục giáo phận Phát Diệm tuyên bố các linh mục chỉ được tham gia hội Chữ Thập Đỏ và Mặt trận Tổ quốc. Giám mục Bắc Ninh Giuse Maria Nguyễn Quang Tuyến không ủng hộ uỷ ban. Trong hội nghị Uỷ ban Đoàn kết Công giáo ngày 2 tháng 1 năm 2007, Chủ tịch Uỷ ban Đoàn kết Công giáo Bắc Ninh cho rằng: Cái chết của giám mục Tuyến đã chấm dứt đau khổ cho ủy ban chúng tôi. Giám mục Phanxicô Xaviê Nguyễn Văn Sang, giám mục giáo phận Thái Bình cho rằng tuy rằng giáo phận Thái Bình chưa có Ủy ban Đoàn kết Công giáo không thua kém các nơi có uỷ ban. Ông này cho rằng nếu Uỷ ban có lợi ích, ông sẽ bổ nhiệm các linh mục giỏi tham gia.
Đến năm 1960, tại Miền Nam, các giám mục miền Nam đã họp hội nghị và ra Thư chung 1960 với tuyên bố: Muốn cho đạo thánh được nguyên vẹn, người Công giáo phải phủ nhận lí thuyết Cộng sản và những áp dụng của nó đến tận cùng.
Hồng y Angelo Sodano - Quốc vụ khanh Tòa Thánh, trong văn thư đề ngày 20 tháng 5 năm 1992 gửi Giám mục Phaolô Maria Nguyễn Minh Nhật - Chủ tịch Hội đồng Giám mục Việt Nam lúc đó, có viết về Ủy ban: "Một tổ chức vừa có tính chất công dân, vừa có tính chất chính trị có nguy cơ gây lẫn lộn giữa giáo hội và tổ chức chính trị".  Trong lễ tấn phong tân giám mục Phaolô Maria Cao Đình Thuyên giữa tháng 11 năm 1992, giám mục Nguyễn Minh Nhật yêu cầu các giám mục tham gia và chịu trách nhiệm về tổ chức Uỷ ban Đoàn kết Công giáo thuộc giáo phận mình quản trị. Ông cũng yêu cầu các giám mục báo cáo về Toà Thánh danh sách linh mục tham gia uỷ ban, việc hiệp thông và mục vụ của họ. Chính vì lý do trên, hầu hết các giáo phận, nhất là phía Bắc, các giám mục đều cấm linh mục tham gia Ủy ban Đoàn kết Công giáo.
Nhiều hồi ký của các Giám mục, linh mục Công giáo bày tỏ sự không đồng tình, phê phán tổ chức này. Những cuốn hồi ký như Những câu chuyện về một thời của Giám mục Phaolô Lê Đắc Trọng, Câu chuyện về những cây đại thụ của linh mục Trần Hữu Thanh, Vũ Ngọc Bích (dòng Chúa cứu thế),... là những ví dụ cụ thể.

### Quan điểm tán thành và hỗ trợ
Đảng Cộng sản Việt Nam là đảng cầm quyền, lãnh đạo mọi mặt đời sống xã hội, trong đó có Ủy ban Đoàn kết Công giáo. Nghị quyết của Hội nghị Đảng Cộng sản Đông Dương ghi rõ cần mở rộng Việt Nam Công giáo Cứu quốc Hội. Sau Cách mạng Tháng Tám năm 1945, tại Việt Nam, tổ chức "Hội Việt Nam Công giáo cứu quốc" ra đời và trực thuộc Mặt trận Việt Minh. Nhà nước Việt Nam vận động các giám mục Công giáo tham gia tổ chức này trong lễ tấn phong tân giám mục Tađêô Lê Hữu Từ vào cuối tháng 10 năm 1945. Chính quyền đã cử phái đoàn cấp cao gồm ông Phạm Văn Đồng, Võ Nguyên Giáp. Tuy vậy, ông Nguyễn Mạnh Hà, du học từ Pháp trở về đã nêu sáng kiến thành lập Liên đoàn Công giáo Việt Nam, là một tổ chức Công giáo Tiến Hành. Tổ chức này được cả Việt Minh và Tòa Thánh cho phép hoạt động và chuẩn y điều lệ của liên đoàn này.
Sau biến cố di cư năm 1954, đầu năm 1955, Ban Bí thư Trung ương ra Thông tư số 1/TT-TW do ông Nguyễn Duy Trinh ký hướng dẫn thành lập Ủy ban Liên lạc Công giáo trong đó ghi mục đích là Tranh thủ rộng rãi các giáo sĩ và giáo dân; Làm cơ sở vững chắc cho các phần tử yêu nước tiến bộ trong công giáo. Trên cơ sở này, Uỷ ban liên lạc Công giáo chính thức thành lập vào tháng 3 năm 1955 tại Hà Nội. Chủ tịch Việt Nam Dân chủ Cộng hòa Hồ Chí Minh dùng nhiều bút danh và bày tỏ ủng hộ các tổ chức Công giáo do Nhà nước thành lập tại Ba Lan và Trung Quốc. Trong bài viết "Tổ quốc độc lập, tôn giáo mới tự do”, Hồ Chí Minh viết: Từ tháng 7 năm ngoái, giáo dân Trung Quốc bắt đầu cuộc vận động “tự trị, tự dưỡng, tự truyền”, nghĩa là giáo dân tự cai quản lẫn nhau, không cần cha cố người ngoại quốc; các cha cố Trung Quốc tự làm ăn không nhờ vả ai; giáo dân tự tuyên truyền đạo Chúa”. Bài báo kết luận: “Ở nước ta, đồng bào công giáo đều yêu nước và hăng hái tham gia kháng chiến. Gương sáng của giáo dân Trung Quốc càng làm cho đồng bào công giáo Việt Nam thêm tin tưởng và quyết tâm”.
Đầu những năm 80, do ảnh hưởng từ phong trào dân chủ từ châu Âu, nên tình hình chính trị Việt Nam trở nên phức tạp. Ủy ban Đoàn kết Công giáo Việt Nam cũng dự tính bị giải thể. Tuy vậy, do lo ngại mắc phải âm mưu của Tòa Thánh Vatican nên họ tiếp tục hoạt động và đổi tên thành Ủy ban Đoàn kết Công giáo Yêu nước tháng 11 năm 1983. Do có nhiều dị nghị về tên của tổ chức, Ủy ban này chính thức đổi tên thành Ủy ban Đoàn kết Công giáo Việt Nam từ tháng 10 năm 1990 và chính phủ Việt Nam phê duyệt qua công văn 180/TG-CP ký ngày 22 tháng 5 năm 1991.
Tất cả các Đại hội của Ủy ban Đoàn kết Công giáo đều có các lãnh đạo Việt Nam tham gia: Tổng bí thư, Thủ tướng, Chủ tịch nước, Chủ tịch Mặt trận Tổ quốc Việt Nam. Việc ưu ái này chính bản thân Đại hội của Hội đồng Giám mục Việt Nam không có được. Nhà nước Việt Nam chu cấp tài chính và nhân sự cho Uỷ ban Đoàn kết Công giáo Việt Nam. Khi vừa thành lập thì Ủy ban thuộc quyền Ban Bí thư Trung ương, từ năm 1976, khi ban Dân vận Trung ương thành lập thì thuộc quyền ban Dân vận. Từ năm 1986, Ủy ban về trực thuộc Ban tôn giáo. Thường xuyên có một cán bộ Ban tôn giáo sang làm Bí thư chi bộ của Ủy ban Đoàn kết Công giáo Việt Nam.
Từ năm 1995, Uỷ ban Đoàn kết Công giáo Việt Nam trực thuộc Mặt trận Tổ quốc Việt Nam. Trong Ủy ban luôn có chi bộ Đảng Cộng sản Việt Nam. Về kinh phí, tính đến năm 2008, mỗi ủy ban cấp tỉnh được cấp từ 30 đến 150 triệu đồng /năm và phương tiện vận chuyển cho các lãnh đạo Ủy ban.

## Nhận định
Phó giáo sư - Tiến sĩ Lê Bá Trình, Uỷ viên Đoàn Chủ tịch Ủy ban Trung ương Mặt trận Tổ quốc Việt Nam cho rằng:
| “ | Uỷ ban Đoàn kết Công giáo Việt Nam, là một tổ chức của những người Công giáo Việt Nam vừa cùng với nhân dân Việt Nam phấn đấu thực hiện mục tiêu Dân giàu, nước mạnh, xã hội dân chủ, công bằng, văn minh; vừa thực hiện tốt đường hướng của Giáo hội “Sống Phúc Âm giữa lòng dân tộc để phục vụ hạnh phúc của đồng bào”, không phải là một tổ chức sinh ra để “làm đối trọng” với Giáo hội hay “chống lại Giáo hội” như một số ít “não trạng tiêu cực cố hữu” đang cố tình xuyên tạc hiện nay. | ” |

Giuse Maria Trịnh Như Khuê, Tổng giám mục Tổng giáo phận Hà Nội cảnh báo giáo dân về tổ chức Ủy ban liên lạc những người Công giáo yêu tổ quốc, yêu hoà bình, tiền thân của Uỷ ban Đoàn kết Công giáo trong thư đề ngày 12 tháng 3 năm 1955:
| “ | Phong trào những người Công giáo kính Chúa, yêu tổ quốc và hòa bình, được một số linh mục hoàn toàn bên ngoài hàng giáo phẩm phát động tại Hà Nội, là một mối nguy hiểm cho sự thống nhất của Giáo hội tại Việt Nam. Hàng giáo phẩm không nhìn nhận phong trào này có liên quan đến các linh mục và tín hữu. | ” |

Phó giáo sư - Tiến sĩ Lê Bá Trình, Ủy viên Đoàn Chủ tịch Ủy ban Trung ương Mặt trận Tổ quốc Việt Nam nêu lên lý do tại sao Ủy ban Đoàn kết Công giáo còn gặp khó khăn:
| “ | Sau Cách mạng tháng Tám thành công, xu hướng chống Cộng sản dưới triều Giáo hoàng Piô XI ngày càng lộ rõ hơn dưới triều Giáo hoàng Piô XII. Chủ trương này của Giáo hội Công giáo Hoàn vũ đã làm cho "một não trạng chống Cộng" hình thành từ thời kỳ 1930 - 1931, chủ yếu trong một bộ phận tu sĩ, linh mục của Công giáo ở Việt nam càng bị đầu độc nhiều hơn. Cũng từ chủ trương này, đã có chức sắc Công giáo đang đi theo con đường giải phóng dân tộc, quay ngược trở lại chống đối sự nghiệp giải phóng dân tộc, thậm chí tiếp tay cho thực dân Pháp xâm lược nước ta. Và tất nhiên, họ cũng bài xích những tổ chức yêu nước của người Công giáo Việt Nam. Đến nay, nhận thức này vẫn còn tồn tại trong một số chức sắc đạo Công giáo, đặc biệt là những chức sắc cực đoan, lớp trẻ bị các âm mưu chính trị phản động lợi dụng. Đây cũng là một trong những lý do để họ không tán thành tổ chức và hoạt động của Ủy ban Đoàn kết Công giáo Việt nam. | ” |

Giám mục Phaolô Lê Đắc Trọng viết trong Hồi ký Những câu chuyện về một thời, tập 2, trang 207 có đoạn nhận định về những người tham gia Ủy ban Đoàn kết Công giáo và tự nhận mình là những người Công giáo tiêu biểu:
| “ | Tuy là Công giáo, nhưng không phải đạo được lợi ở các ông. Trái lại, nếu là người phò đạo sao được vào các chức vị đó. Thường đó là những người có đạo mà không ưa đạo, lấy địch đánh địch, lấy người có đạo để phá đạo. Đó là chính sách từ thời cổ xưa. Đạo không nhờ những người như thế, trái lại phải khổ sở về những người đó. | ” |

Trong bài viết Quá trình hình thành và phát triển của Ủy ban Đoàn kết Công giáo Việt Nam - Nhìn từ phương diện trách nhiệm xã hội của người Công giáo, ông Vũ Thành Nam, Tổng biên tập báo Người Công giáo và Phó giáo sư, Tiến sĩ Nguyễn Phú Lợi, Viện Nghiên cứu tôn giáo, tín ngưỡng, Học viện Chính trị Quốc gia Hồ Chí Minh viết về khó khăn của Uỷ ban:
| “ | Ủy ban Đoàn kết Công giáo đang đứng trước không ít khó khăn, thử thách. Khó khăn lớn nhất là do tổ chức này không có “chính danh” trong Giáo hội, không phải là tổ chức của Giáo hội và không được giáo quyền thừa nhận. Nhiều người vẫn xem đây là tổ chức “quốc doanh” do Đảng và Nhà nước lập ra, nên có cái nhìn thiếu thiện cảm. Hơn nữa, một số địa phương chưa thực sự quan tâm tới tổ chức này, đôi khi còn ý kiến khác nhau về sự tồn tại của Ủy ban Đoàn kết Công giáo, điều đó cũng gây không ít khó khăn. Mặt khác, ở một số nơi, Ủy ban chưa được đổi mới, nội dung, phương thức, hoạt động nghèo nàn, kém hiệu quả nên chưa thu hút được đông đảo giáo dân tham gia. | ” |

Nói về lý do ngăn cấm giáo dân tham gia Uỷ ban Liên lạc Công giáo (tiền thân của Uỷ ban Đoàn kết Công giáo), giám mục Phêrô Maria Khuất Văn Tạo phát biểu:
| “ | Ủy ban Liên lạc Công giáo là tổ chức do một số giáo sĩ, giáo dân lấy danh nghĩa Công giáo mà thành lập, được Chính phủ Việt Nam Dân Chủ Cộng Hòa ủng hộ, nói cho đúng Chính phủ Việt Nam Dân Chủ Cộng Hòa lập, dùng một số linh mục và giáo hữu miền Nam tập kết với một số linh mục và giáo hữu miền Bắc, vượt quyền các bề trên Giáo hội. | ” |

## Nhân vật tiêu biểu
- Linh mục Gioakim Nguyễn Bá Luật (1903 - 1951) là thành viên của Ủy ban Hành Chánh Kháng chiến Nam Bộ. Ông bị thực dân Pháp sát hại trên đường đi làm công tác mục vụ vào năm 1951 và được Nhà nước Việt Nam truy phong là liệt sĩ. Chủ tịch nước Việt Nam Dân chủ Cộng hoà Hồ Chí Minh đã ký sắc lệnh 32/SL ngày 25 tháng 4 năm 1949 tặng thưởng Huân chương Độc lập hạng Nhì.[22]
- Linh mục Phêrô Võ Thành Trinh (1916 - 1991) Uỷ viên Uỷ ban thường vụ Quốc hội khóa V, VI; Phó chủ tịch Quốc hội khóa VII. Chủ tịch Uỷ ban Đoàn kết Công giáo yêu nước Việt Nam kiêm Chủ tịch Uỷ ban Đoàn kết Công giáo thành phố Hồ Chí Minh, Phó chủ tịch Tổ chức Kitô giáo thế giới vì hòa bình. Hiện nay, có một trường THPT tại An Giang mang tên ông.[23]
- Linh mục Phêrô Nguyễn Công Danh (1935 - 2016) Tổng linh hướng Legio Mariae (1997-2014). Phó chủ tịch Ủy ban Trung ương Mặt trận Tổ quốc Việt Nam, chủ tịch Ủy ban đoàn kết Công giáo Việt Nam, phó chủ tịch Ủy ban Mặt trận Tổ quốc Việt Nam TP.HCM, chủ tịch Ủy ban đoàn kết Công giáo Việt Nam TP.HCM. Ông nguyên là đại biểu HĐND TP.HCM khóa V (1995-1999), khóa VI (1999-2004), nguyên đại biểu HĐND huyện Nhà Bè, Q.4, Q.Bình Thạnh. Ông được tặng Huân chương Độc lập hạng nhì, Huân chương Đại đoàn kết dân tộc.[24]

## Biểu trưng/đạo huy
Biểu trưng của Ủy ban Đoàn kết Công giáo Việt Nam có hình dáng giống như tấm khiên. Nền biểu trưng có màu đỏ. Biểu trưng của Ủy ban Đoàn kết Công giáo Việt Nam có 3 phần:
- Phần trên là lá cờ Tổ quốc Việt Nam với sao vàng năm cánh trên nền đỏ.
- Phần giữa có hình cây Thánh giá (trơn), bánh xe, hình chiếc quạt, và hình con chim bồ câu. Con chim bồ câu tượng trưng cho Chúa Thánh Linh, cây Thánh giá tượng trưng cho sự khổ nạn, thương khó của đức Chúa Giê-su Kitô, chiếc quạt tượng trưng cho bản sắc văn hóa dân tộc Việt Nam, và bánh xe tượng trưng cho giai cấp công nhân - giai cấp tiên phong trong sự nghiệp cách mạng Việt Nam.
- Phần dưới là cuốn thư có dòng chữ "Ủy ban Đoàn kết Công giáo Việt Nam" ở giữa.